# 인삼

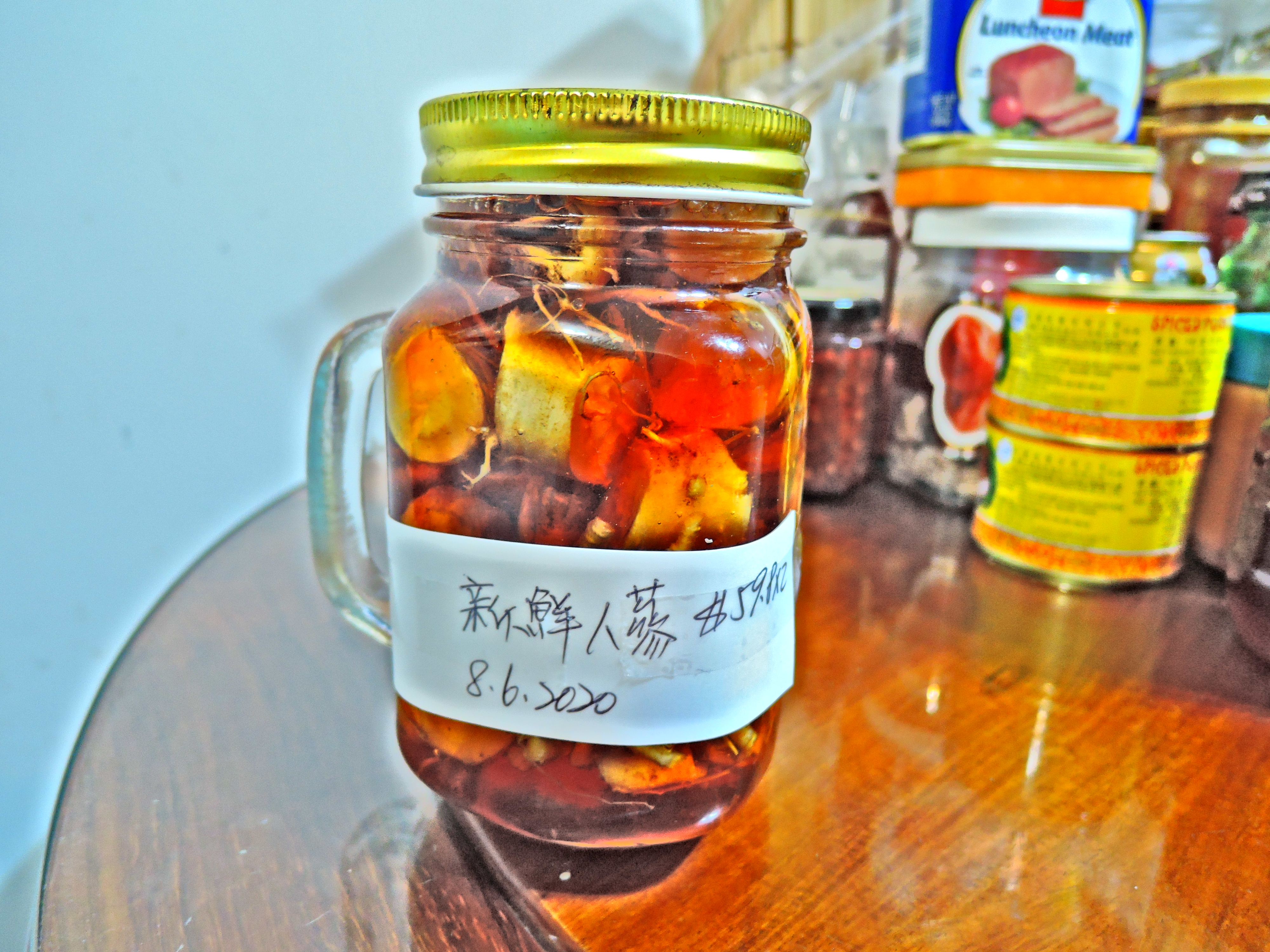
인삼꿀

인삼(人蔘, 영어: Panax ginseng 또는 Korean ginseng, Insam)은 두릅나무과에 속하는 여러해살이풀이다. 한반도를 비롯하여 만주, 연해주 일대이며, 당시에는 고구려 영토였던 관계로 오늘날에도 한국산 인삼을 지칭하는 동시에 인삼의 대명사로 사용하고 있다.

## 이름

### 어원
한자로는‘삼’(蔘)이라고 쓴다. 중국 고대 문헌에서 인삼을 나타내는 한자는 參, 蔘, 浸, 侵, 寑 등이 있었다. 한국에서도 처음에는 ‘人參’으로 표기했으나 조선시대 이후에는 모두 ‘人蔘’으로 표기했다.
고유 한국어로는 '심'이라고 하는, '심'이 가장 먼저 등장하는 문헌은 성종 20년(1489년)에 편찬된 《구급간이방언해》(救急簡易方諺解)이다. 이 문헌에서는 '人蔘'이라고 쓰고, 언해할 때는 '심'으로 번역해 기록했다. 그리고 어학교재인 《노걸대언해》(老乞大諺解)에서도 인삼을 '심'으로 언해하고, 허준의 《동의보감》(東醫寶鑑) '인삼조'에서도 '人蔘' 바로 밑에 '심'이라고 한글로 표기했다. 유희가 지은 《물명고》(物名攷)에서도 '심'으로 표기했다.
詩의 표현으로 삼아초(三椏艸): 人参, 三椏五叶. 인삼.  가지 3개와 잎 5개로 인해 붙여진 이름이다.

### 영어표기 어원 논란
인삼의 영어 표기인 '진셍(영어: ginseng)'의 어원을 두고 대한민국에서는 두 가지 주장이 존재한다. 하나는 '人蔘'의 일본어식 발음에서 유래했다는 주장이며, 다른 하나는 중국어식 발음에서 유래했다는 주장이다. 그러나 ginseng은 1843년 러시아의 식물학자 카를 안토노비치 본 메이어(러시아어: Карл Анто́нович фон Ме́йер. 1795년 ~ 1855년)가 세계식물학회에 학명으로 등록한 Panax Ginseng C.A.Meyer에서 유래했다는 것이 정설로 되어 있으며, '진셍'이라는 발음은 오늘날 흔히 알려진 '인삼'의 표준 중국어 발음이 아닌, 고대 중국어에서 인삼을 일컫는 말인 '상삼(중국어: 祥参, 병음: Xiangshen)'의 발음이 점차 변하여 형성된 것으로 추정되고 있다.' 참고로 일본어에서는 '人蔘'을 '닌진(일본어: にんじん)', 표준 중국어에서는 '런선(중국어: 人参, 병음: Rénshēn)'이라고 발음한다.

## 역사
고려인삼은 유구한 역사를 지니고 있지만, 문헌상으로는 1,500여 년 전 중국 양나라 때 도홍경이 저술한 의학서적인 《신농본초경집주》(神農本草經集注) 및 《명의별록》(名醫別錄)에 백제·고려·상당(上黨)의 인삼에 관한 기록이 처음 보인다. 《양서(梁書)》 본기(本紀)에도 무제시대(武帝時代)에 고구려 및 백제가 자주 인삼을 조공하였다는 기록이 있고, 수(隋)의 《한원》(翰苑) 〈고려기〉(高麗記)에 마다산(馬多山)에 인삼이 많이 산출된다는 기록이 있다. 진(陳)의 사문(沙門) 관정(灌頂)이 편찬한 《국정백록》(國定百錄)에도 고려에서 미역과 인삼을 보내왔다는 기록이 있다. 1123년(인종 1)에 송나라 사람 서긍(徐兢)이 고려를 다녀가서 저술한 《선화봉사고려도경》(宣和奉使高麗圖經) 가운데도 고려인삼에 관한 기록이 나오는데, 주목할 만한 사실은 당시에 이미 홍삼(紅蔘)이 있었다는 것을 시사하는 대목이다. 즉, 백삼(白蔘)이 좋기는 좋은데 여름을 지내면 좀이 먹기 때문에 솥에 쪄야 보존성이 있다는 것이다. 개성삼은 대략 백삼·홍삼의 두 가지로 나뉘는데, 백삼은 흙에서 캔 삼을 껍질을 벗긴 후 햇볕에 말린 것이며, 홍삼은 흙에서 캔 삼을 씻어 가마에 넣고 찐 것이다.
한국 문헌으로는 《삼국사기》 또는 《향약구급방》(鄕藥救急方)에 올라 있는 인삼 기록이 가장 오래된 것이다. 《삼국사기》 신라 성덕왕·소성왕·경문왕 조에 보면 당나라에 사신을 파견할 때 공헌(貢獻)한 기록이 나오는데, 특히 799년(소성왕 1) 7월에는 “길이가 9척이나 되는 인삼을 발견하여 하도 신기하여서 당나라에 사신을 보내어 진상을 하였더니 덕종이 보고 인삼이 아니라며 받지 않았다”라는 기록이 있다. 신라에서 당나라에 조공한 인삼에 관해서는 당 숙종 때에 이순(李珣)이 저술한 《해약본초》(海藥本草) 가운데 인삼을 붉은 실로 묶어 포장하였다는 대목이 있어, 그때에도 외국에 보내는 인삼의 상품 가치를 높이기 위한 가공 기술이 있었음을 엿볼 수 있다.
《향약구급방》에는 인삼의 삼자가 '參'이 아니고 '蔘'으로 되어 있음에 주목할 필요가 있다. 중국이나 일본에서는 인삼을 '人參'으로 쓰는데, 한국에서 '人蔘'으로 쓰는 것은 조선왕조 이후의 문헌에서 '參'자 대신 '蔘'자를 썼기 때문이다. 조선왕조실록 등에서 '입참(入參)·참알(參謁)·참치(參差)' 등의 용어에서 '參'자를 사용하고 있어 인삼과 혼동될 우려가 있으므로 아예 '人蔘'으로 표기하였다. 인삼의 한국 고유의 이름은 '심'이지만, 어원 및 시작된 연대는 알 수 없다. 《동의보감》이나 〈제중신편〉(濟衆新編)·〈방약합편〉(方藥合編)에 인삼의 향명(鄕名)이 '심'이라고 적혀 있는 것을 보면, 근세까지도 '심'을 사용하여 왔음을 알 수 있으나, 현재는 겨우 산삼채취인의 은어인 심마니에서 그 명맥을 유지하고 있을 뿐이다.

## 생태
인삼은 대표적인 약용식물로서 떡잎식물 사형화목 두릅나무과 여러해살이풀이다. 약용으로 많이 재배한다. 높이는 60 센티미터에 이르고 삼대(줄기)는 해마다 1개가 곧게 자라며 그 끝에 1개의 꽃대(화경)가 이어지고, 3~6개의 잎자루가 돌려난다. 잎은 잎자루가 길고 잎몸은 3~5개로 갈라져서 장상복엽을 이룬다. 잎 앞면의 맥 위에는 털이 있다. 여름에 1개의 가는 꽃줄기가 나와서 그 끝에 4~40개의 담황록색의 작은 꽃이 산형꽃차례에 달린다. 꽃잎과 수술은 5개이며 암술은 1개로 씨방은 하위이다. 열매는 핵과로 편구형이고 성숙하면 선홍색으로 된다. 뿌리는 약용하며 그 형태가 사람 형상이므로 인삼이라 한다. 예로부터 인삼은 불로·장생·경신의 명약으로 일컬어진다. 한국에서 재배되는 인삼의 뿌리는 비대근으로 원뿌리와 2~5개의 지근(支根)으로 되어 있고 미황백색이다. 분지성이 강한 식물이며 그 뿌리의 형태는 나이에 따라 차이가 있고 수확은 4~6년근 때에 한다. 한국 전매품인 홍삼의 원료로 쓰이는 것은 대부분 5~6년근이다. 6년근의 주근(몸통)은 길이 7~10 센티미터 내외이며, 지름은 2.5 센티미터 내외이고, 뿌리 길이는 34 센티미터에 이르고, 무게는 100 그램 정도이다. 인삼은 매년 땅속 줄기 끝에 연결된 뇌두에서 싹이 나오고 가을에는 줄기와 잎이 고사한다. 유기농 인삼의 경우 뿌리 길이가 길고 굵기가 가늘며 무게도 일반 인삼에 비해 적은 편이다.

## 품종

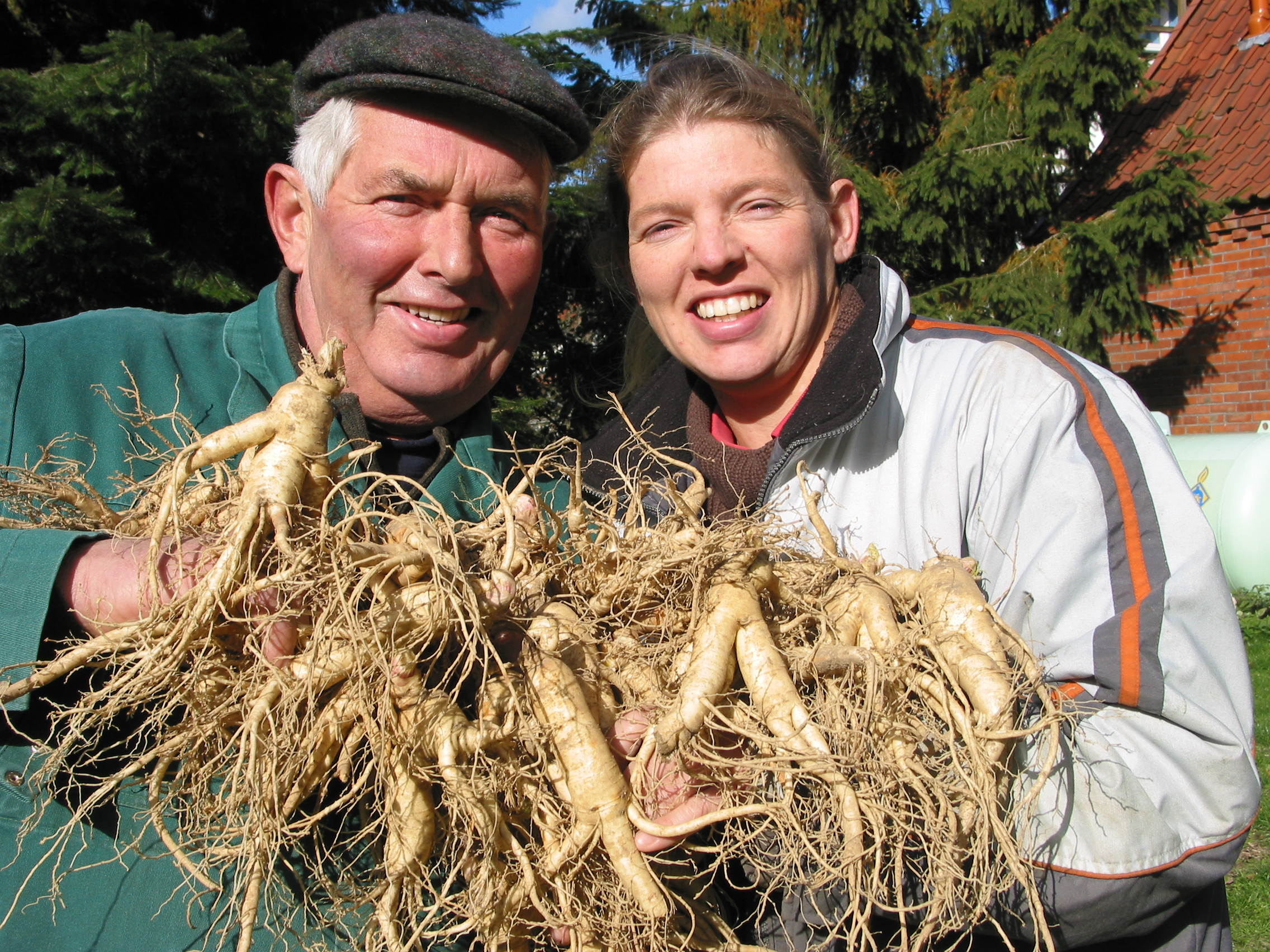
독일 인삼

현재 널리 재배되고 있는 인삼은 2종류가 있다.

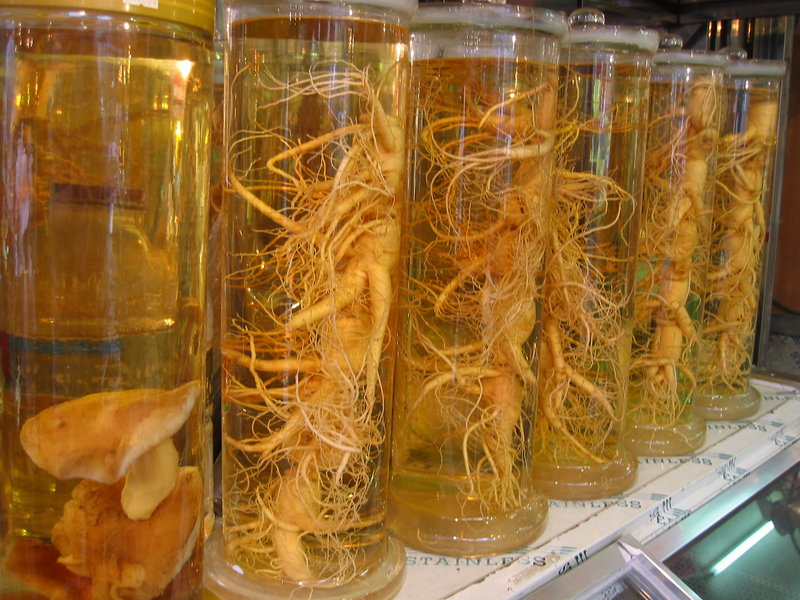
고려인삼
일본에 잘 알려져있는 한국의 고려인삼, 조선인삼 그리고 러시아 에서는 진(眞)의 인삼이라고 일컬어지고 있다. 고려 인삼(Korean ginseng, 高麗人蔘)은 한반도에서 생산되는 인삼을 말하며, 현재 한국의 금산군에서 많이 재배되고 있다. 흔히 한국삼, 조선삼이라 부르기도 한다.
야생토삼
일본에서만 야생하는 품종이다.

## 가공

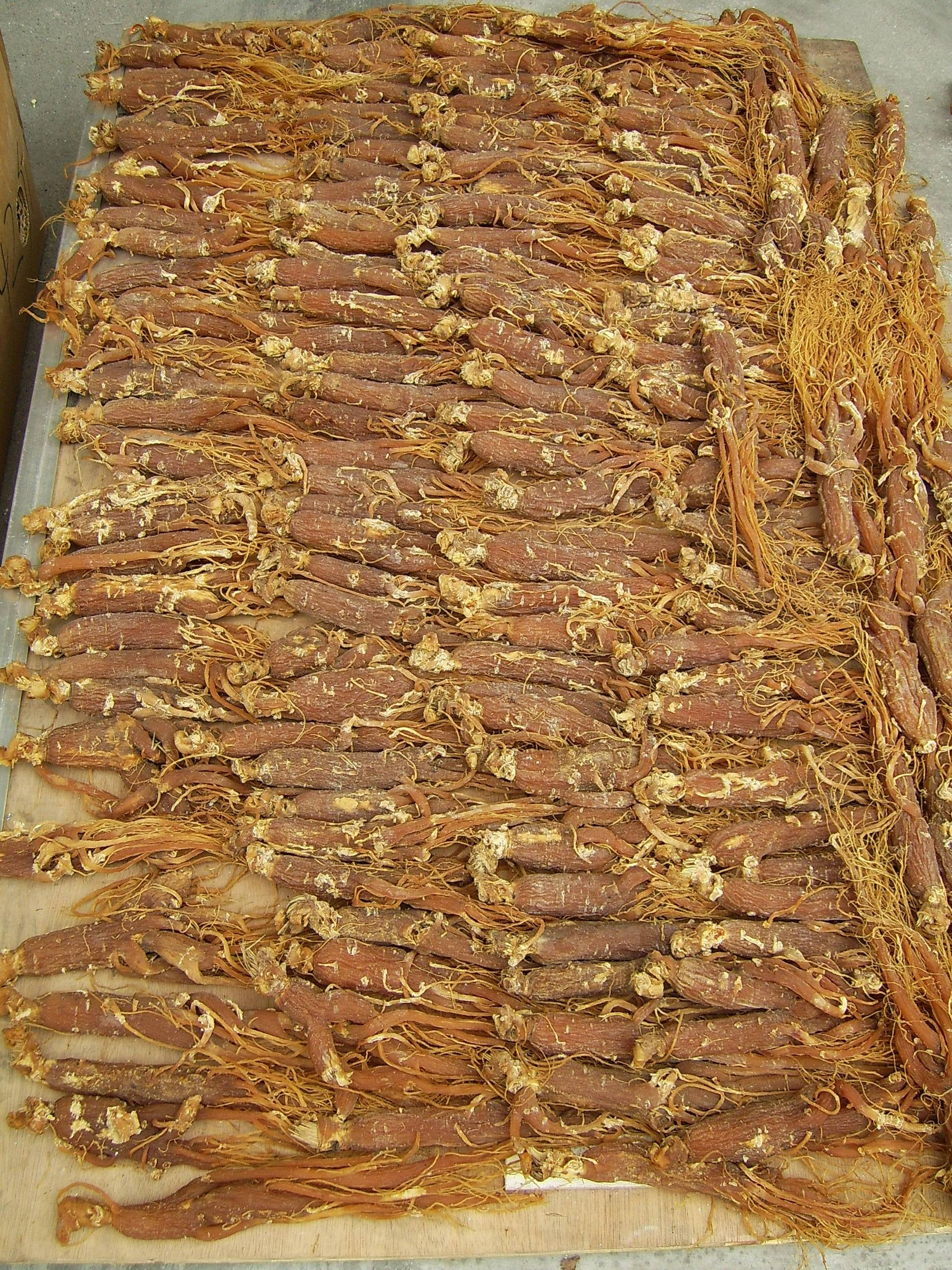
홍삼

인삼의 전통적인 제품에는 수삼, 백삼, 홍삼이 있다. 흔히 말하는 수삼(水蔘)은 갓 수확한 인삼이다. 백삼은 4~6년생 뿌리를 캐서 껍질을 벗겨 햇볕에 말린 것인데, 곧은 형태로 말린 직삼(直蔘)과 구부려서 말린 곡삼(曲蔘)이 있다. 홍삼은 5~6년생 뿌리를 껍질째 수증기로 쪄서 말린 것이다. 홍삼을 가공하는 과정에서 열을 받은 당분이 화학반응을 일으키므로 홍삼 색깔은 갈색이 도는 붉은색을 띤다. 이 밖에 뿌리를 고아서 만든 인삼농축액, 홍삼을 가루로 만든 홍삼분, 인삼가루를 캡슐에 넣은 인삼캡슐, 인삼가루를 접착성이 있는 식용 물질로 뭉친 인삼정, 인스턴트 차로 만든 인삼차, 인삼주 따위가 있다.

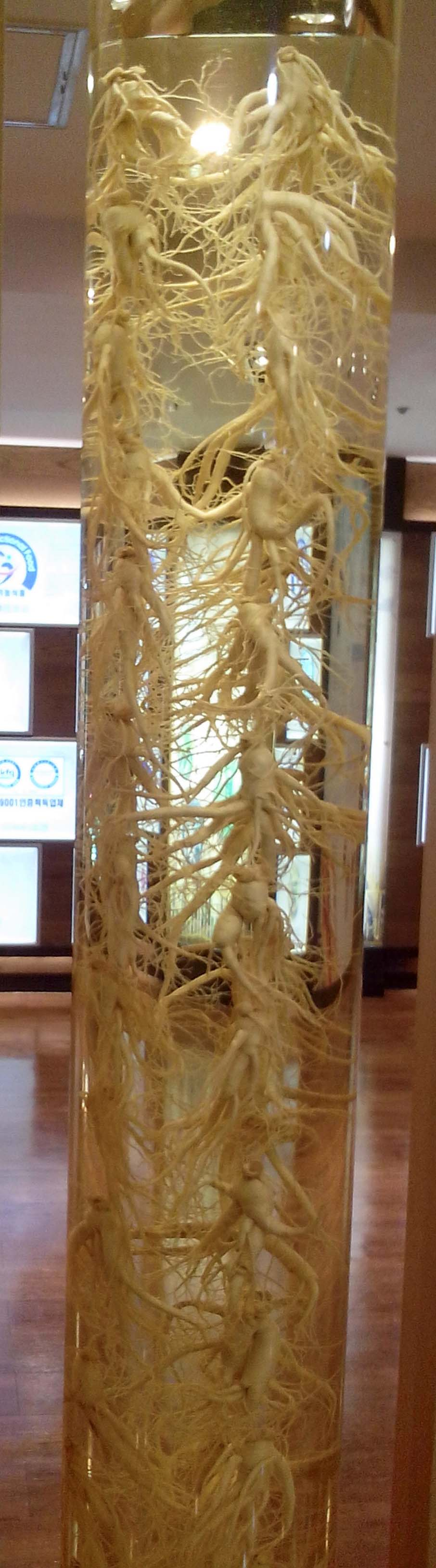
한국인삼공사내에 전시된 고려인삼

고려인삼에는 수삼을 가공하여 홍삼, 태극삼, 백삼 등 세가지 인삼으로 나뉜다.

### 수삼
수삼은 인삼밭에서 갓 수확한 인삼이다.

### 홍삼
홍삼은 수삼을 증숙처리한 후 건조한 인삼이다.

### 태극삼
태극삼은 수삼을 수증기로 말린 인삼이며, 홍삼과 백삼 중간단계의 인삼이다. 주로 한식에서 요리재료로 널리 쓰인다.

### 백삼
백삼은 수삼을 그대로 건조한 인삼이며, 곧은 형태로 말린 직삼(直蔘)과 구부려서 말린 곡삼(曲蔘)이 있다.

## 재배
생장속도가 매우 느리기 때문에 충분한 약효성분을 얻으려면 4~6년의 재배기간이 필요하다. 또한 빛가림(차광) 상태인 저광도에서만 정상적인 생육이 가능한 점에서 시설과 재배관리에 기술이 필요하며, 연작피해가 심해 수확 후 밭은 10년, 논은 3년 이상 경과해야만 재식이 가능하므로 충분한 생산비 확보가 필요하다는 것이 특징 중의 하나이다. 수확한 고려인삼은 수삼과 홍삼, 백삼으로 분류한다. 원형이 그대로 유지된 것을 본삼류라하고, 가공 처리하여 원형이 그대로 유지되지 않는 인삼은 가공제품이라고 한다.

## 쓰임새
예방차원의 보조의약품 또는 건강기능식품으로 애용되고 있으며 이 외에도 다방면에 걸친 연구를 통해 치료제로도 활용하고 있다. 이러한 유용성 때문에 인삼 재배에 있어서도 유효성분의 치밀한 연구와 함유량의 질적 향상을 위하여 재배법 개발에도 치중하고 있다

## 성분과 약효
중국의 의학서인 《신농본초경》에서는 365종의 약물을 상중하의 3품으로 분류하고 있으며, 상품 약 120종, 중품 약 120종, 하품 약 125종으로 구별하였는데, 인삼은 상품약에 들어 있다. 인삼의 약효에 대해서 “오장을 보호하고, 정신을 안정시키며 눈을 밝게 하고, 오래 복용하면 몸이 가벼워지고 오래 살 수 있다”는 등의 표현을 하고 있다. 후한 헌제 때의 장중경이 쓴 《상한론》에 처음으로 인삼의 구체적인 처방이 21방(총 113)이 나오고 있다. 한국에서 오늘날도 흔히 사용되고 있는 한방처방서인 《방약합편》에 올라 있는 467방의 처방이 상중하의 3통분류로 나뉘어 있고, 상통처방은 '보제(補劑)', 중통처방은 '화제(和劑)', 하통처방은 '공제(功劑)'이며, 인삼이 배합되어 있는 132종의 처방의 약 94%가 상통과 중통에 들어 있음으로 보아, 인삼은 보약 또는 강장제로 사용되는 것이지 특정 질병에 대한 치료약으로 사용되는 것이 아님을 알 수 있다. 한방에서 인정되는 인삼의 약효를 요약하면, 강장·강심·건위보정·진정약으로 널리 상용되고, 위장기능 쇠약에 의한 신진대사기능의 저하에 진흥약으로 사용되며, 병약자의 위부정체감·소화불량·구토·흉통·식욕부진 등에도 응용된다. 그러나 고혈압 환자나 몸에 열이 많은 사람 등은 적은 양을 복용하여 자신에게 맞는 지 여부를 확인 후 계속 복용 여부를 결정하는 것이 좋다.

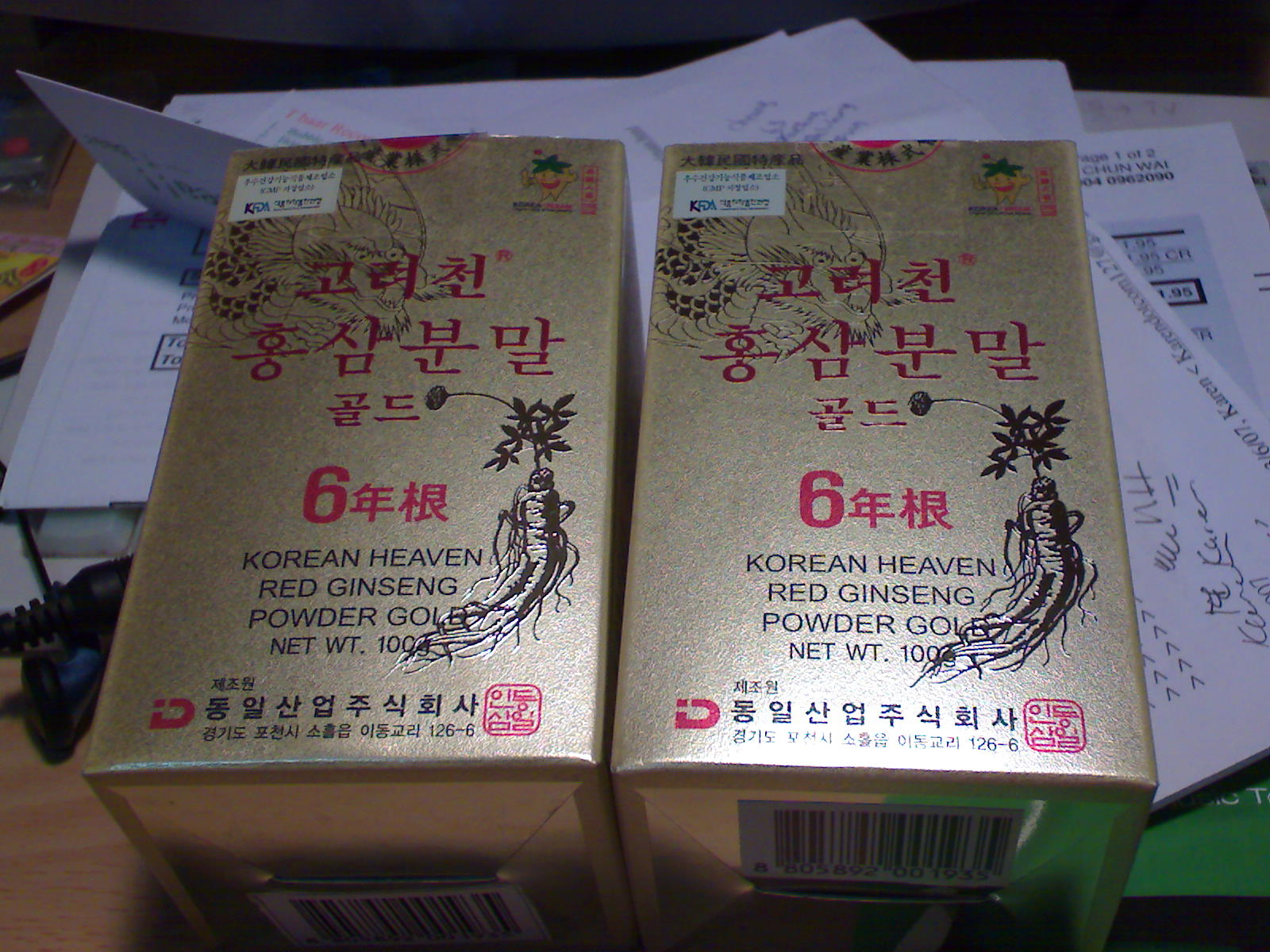
홍삼 분말.

이와 같은 약효에 대한 과학적인 연구는 비교적 늦어 1950년대에 이르러서야 급속하게 발전되기 시작하여, 성분·약리작용 및 임상적인 연구에 있어서 다수의 결과가 나오고 있다. 인삼 약효의 주성분이라고 현재까지 알려져 있는 사포닌 배당체 물질이 항피로작용·작업능력 증진작용·성선(性腺)의 발육촉진작용·혈당치 강하작용 등을 하는 것으로 알려져 있다. 그밖에 인삼의 생체단백질 및 DNA 합성촉진작용·항암작용에 대한 연구가 되어 가고 있는데 주로 한국, 중국 ,일본 등의 동아시아 국가에서 관련 연구를 많이 하는 편이고 미국, 유럽 등의 국가에서는 인삼 관련 연구가 상대적으로 극히 드문 편이다. 현대 의학적인 관점에서 객관적이고 과학적인 인삼의 효능에 대해서는 아직 확정적인 것이 드물고 제한적인 편이다.
최근 고려인삼학회 주최로 2010.9.14~16간 올림픽파크텔에서 열리는 제10회 국제인삼 심포지엄에서 미국 에모리 대학의 강상무 박사는 신종 인플루엔자 바이러스의 치명적 감염에 대한 보호효능을 가지고 있다는 것과 인삼 다당류 혹은 인삼엑기스를 매일 투여한 쥐는 다른 아류형 인플루엔자 바이러스에 대한 교차 보호효능 개선효과 연구결과를 발표하였다.
현재까지 밝혀진 고려인삼의 생리학적, 생화학적, 약리학적 연구결과를 종합해 보면 다음과 같은 효능이 있고한다. 강장제 역할에 의한 신체의 항상성 유지, 학습기능 증진과 기억력감퇴 개선 및 지적작업 수행효율 향상, 통증완화작용, 암 예방 효능(암세포의 증식 및 전이 억제, 항암제의 항암활성 증강), 항당뇨 효능, 간기능 항진, 혈압 조절 외에 항피로및 항스트레스, AIDS바이러스(HIV) 증식억제, 여성갱년기 장애 및 남성 성기능 장애 개선, 항산화 활성 및 노화억제 효능등에 대한 임상실험 결과가 있다. 인삼의 주요 활성성분은 사포닌(saponin) 또는 진세노사이드(ginsenosides)라는 복합 탄수화물(알코올 또는 페놀과 당의 복합체)로 알려져 있다. 이성분은 중추신경계 흥분작용과 진정작용을 하며 신진대사조절, 혈당 감소, 근육활동 향상, 내분비계 흥분작용, 호르몬농도를 적당하게 유지시켜 준다. 특히 인삼의 사포닌은 대부분 트리테르페노이드계의 담마란계 사포닌으로서 인삼속 식물에만 존재하는 특유의 사포닌이다. 식물의 사포닌은 용혈작용이 있는데 특히 인삼의 사포닌 성분은 독성이 거의 없는 중성 배당체이다. 또한 인삼 사포닌의 약리작용은 다른 약용식물의 사포닌과는 현저하게 다르다. 인삼사포닌의 분자량은파낙사디올({\displaystyle {\ce {C30H52O3}}}) 460, 파낙사트리올({\displaystyle {\ce {C30H49O(OH)3}}})476이다. 배당체를 산가수분해하면 유리당과 아글리콘이 생성된다. 파낙사디올, 파낙사트리올, 베타-시스토스테롤, 올레아놀산 등이 인삼 배당체의 아글리콘으로 알려져 있.다 분석기기의 발달로 37종의 진세노사이드(인삼 사포닌)의 화학구조가 고려인삼에서 발견되었다. 한편 화기삼(Panax quinquefolius L.)에는 14종, 삼칠삼(Panax notoginseng Burkill)에는 15종의 진세노사이드가 발견되었다. 이들의 화학구조를 기초로 사포닌화합물은 프로토파낙사디올(PD) 25, 프로토파낙사트리올(PT) 11, 그리고 올레아난(oleanane)1의 3그룹으로 나눌 수 있다. 고려인삼에 함유되어 있는 사포닌의 화합물총수(37종 진세노사이드)는 화기삼(14종 진세노사이드)과 삼칠삼(15종 진세노사이드)보다 훨씬 많다. 특히 진세노사이드 Ra, Rf, Rg3, Rh2 등은 미국산 인삼에는 없고 고려인삼에만 유일하게 들어있는 성분이다.

## 같이 보기
- 향약구급방
- 동의보감
- 대체 암 치료법
- 고려인삼연합회
- 고려인삼포럼
- 고려인삼학회
- 산삼학회
- 한국인삼산업전략화협의회
- 한국인삼생산자협의회
- 한국인삼협회
- 아메리카인삼
- 화기삼